# Sheila E.
Cet article concerne la chanteuse. Pour l’album qui lui doit son nom, voir Sheila E. (album).
Sheila Escovedo, née le 12 décembre 1957 à Oakland en Californie, plus connue sous son nom d'artiste Sheila E., est une chanteuse, musicienne et percussionniste américaine.

## Biographie
Fille de Pete Escovedo,, tante de Nicole Richie et nièce de Coke Escovedo, tous les deux percussionnistes qui ont joué avec Santana et Azteca, elle devient très tôt une musicienne confirmée et se joint aux tournées de George Duke, Prince, Lionel Richie, Marvin Gaye, Herbie Hancock, et Diana Ross.
Le premier album sur lequel on la retrouve est Yesterday's dream du bassiste jazz Alphonso Johnson, aux côtés du batteur Chester Thompson qui joue avec Weather Report, la pianiste Patrice Rushen, le batteur Mike Clark, le Canadien David Foster à l'orgue, etc. En 1977, elle réalise un premier album en duo avec son père sous le nom Pete & Sheila Escovedo, Solo Two sur le label Fantasy records. Et toujours en 1977, elle se joint au George Duke Band, avec lequel elle enregistre 4 albums. Puis en 1978, toujours en duo avec son père, un autre album suit intitulé Happy together. Et de 1983 à 2013, elle joue avec lui sur tous ses albums solo, ainsi que sur les deux disques live publiés en 2003 et 2013. Puis en 1983, elle se joint à Marvin Gaye pour sa dernière tournée Midnight Love Tour comme percussionniste. La même année, elle participe à l'enregistrement d'un duo avec Prince Erotic City, sorti en 1984 et qui se retrouve en face B du single Let's go crazy. C'est le coup d'envoi de sa carrière de musicienne et chanteuse. Son premier album, The Glamorous Life en 1984 est coproduit avec Prince, qui agit sous le pseudonyme The Starr Company. L'album est un succès et est classé disque d'or aux États-Unis, produisant deux hits: la pièce-titre et The Belle Of St-Mark. L'année suivante, son deuxième album réalisé sous l'aile de Prince In Romance 1600 est également disque d'or. Il comprend notamment le hit en duo avec ce dernier A Love Bizarre,.
Elle joue sur un premier album de Prince en 1985, Around the world in a day, pour lequel elle tient la batterie sur la chanson Pop life. Elle est plus présente sur l'album suivant Parade sorti en 1986. En 1987 et 1988, Sheila E. tient la batterie dans le groupe de Prince, au cours des tournées Sign o' the Times Tour et Lovesexy Tour. Son solo de batterie est un des moments-clés de ces deux concerts, que l'on peut revoir dans le film Sign o' the Times et la vidéo Lovesexy Live. À la même époque, elle participe au film Krush Groove et à la bande originale qui contient le classique Holly Rock. Puis vient son troisième album intitulé simplement Sheila E. en 1987, sur lequel on retrouve son père Pete et son frère Juan Escovedo aux percussions. Cet album eut un plus grand succès en Europe. Deux hits mineurs seront extraits de cet album : le langoureux Hold Me, et le rap Koo Koo. En1985, elle participe au chœur de We are the world écrit  par Michael Jackson et Lionel Richie
Elle quitte l'organisation de Prince en 1989, mais continue tout de même de jouer sur ses albums en tant que musicienne invitée et sort l'année suivante son quatrième album sous son propre nom, Sex Cymbal. L'album est un échec commercial bien que la chanson-titre ait rencontré un certain succès. En même temps, de sérieux ennuis de santé l'empêchent d'assurer la promotion de cet album et donc de partir en tournée. Elle trouve tout de même la force de jouer des percussions sur la chanson True Colours reprise par Phil Collins en 1998, qui se retrouve sur sa compilation ...hits ainsi que sur son album Love Songs: A Compilation... Old and New en 2004. Son retour discographique s'effectue en 2000 avec Writes of Passage édité sur le label Concord, suivi de Heaven en 2001, les deux sont publiés sous le nom de Sheila E. & The E Train. Ces disques lui permettent de revenir à ses origines latines et n'auront qu'un succès d'estime. Elle joue également en 2001, avec Ringo Starr & His All-Starr Band dans lequel elle tient la batterie, les percussions et les chœurs. Trois albums sont enregistrés avec trois formations différentes du All-Star Band, le premier King Biscuit Flower Hour Presents Ringo and His New All-Starr Band sort en 2002. On y retrouve Roger Hodgson, Greg Lake, Howard Jones et Ian Hunter. Deux autres albums avec cette formation sortent en 2003 et 2006. Elle participe en 2002 à la tournée One Nite Alone...Tour de Prince. Puis en 2003, elle est de la cuvée suivante du Ringo All-Star Band pour l'album Tour 2003 qui sort en 2004, avec entre autres, Paul Carrack, John Waite et Colin Hay. Elle joue sur une chanson de l'album At Last de Cyndi Lauper, Stay en 2003. Et finalement, elle effectue une dernière tournée avec Ringo pour l'album Ringo Starr & His All Starr Band Live 2006 et qui est publié en 2008. On y retrouve Billy Squier, Edgar Winter, Hamish Stuart, Richard Marx et Rod Argent. Et son tout dernier album Icon sortit en 2013, déçoit la critique et les fans selon le site Funkadelica, malgré la présence de Prince sur un titre Leader of the band, elle chante aussi avec sa mère "Moms" Escovedo sur une petite comptine pour enfants. En 2013, elle est sur la bande sonore du film Man of steel de Hans Zimmer, elle y joue la batterie et les percussions. En 2014, elle sort son autobiographie intitulée The beat of my own drum, dans laquelle elle se confie et raconte ses déboires et ses succès comme ses échecs. On y apprend qu'elle a été violée à l'âge de 5 ans, un secret qu'elle a gardé longtemps enfoui. Elle a fondé avec une amie proche, Lynn Mabry(chanteuse des Brides of Funkenstein et Parliament/Funkadelic), l'organisme Lil' Angel Bunny Foundation qui vient en aide aux enfants agressés sexuellement. Puis en 2016, elle retrouve Hans Zimmer et Junkie XL sur la bande sonore du film Batman V Superman Dawn of Justice.

## Discographie

### Albums solo
Sheila E
- 1984 : The Glamorous Life
- 1985 : Romance 1600 - Prince, guitare, basse et chœurs sur 3 chansons.
- 1987 : Sheila E.
- 1991 : Sex Cymbal
- 2013 : ICON - Prince sur Leader of the band.
- 2017 : Iconic : Message 4 America - Avec Ringo Starr, Juan & Pete Escovedo, Greg Phillinganes, George Clinton, Candy Dulfer, etc.

Sheila E. & The E-Train
- 2000 : Writes of Passage
- 2001 : Heaven

### Singles
- 1984 : The Glamorous Life de l'album éponyme
- 1984 : The Belle of St. Mark de l'album The Glamorous Life
- 1984 : Oliver's House  de l'album The Glamorous Life
- 1985 : A Love Bizarre de l'album Romance 1600
- 1985 : Sister Fate de l'album Romance 1600
- 1986 : Holly Rock de la B.O. du film Krush Groove
- 1986 : Love On a Blue Train (Japon) de l'album Sheila E.
- 1987 : Hold Me de l'album Sheila E.
- 1987 : Koo Koo de l'album Sheila E.
- 1991 : Sex Cymbal de l'album éponyme
- 1991 : Droppin' Like Flies de l'album Sex Cymbal
- 1992 : Cry Baby de l'album Sex Cymbal
- 2009 : Glorious Train'
- 2016 : Girl meets Boy
- 2024 : Bemba Colorá (reprise de Celia Cruz) ft. Gloria Estefan & Mimy Succar (mère de Tony Succar)

### DVD
- 1986 : Sheila E With Special Guests: Prince And The Revolution - Live Romance 1600
- 2012 : Summer Tour 2012 - Raw And Real / Live In Lugano Switzerland

### Collaborations
- Avec Alphonso Johnson :
  - 1976 : Yesterday's dream (Epic Records) - Avec Chester Thompson, Mike Clark, Patrice Rushen, Ray Gomez, Ian Underwood, etc.
- Avec Pete & Sheila Escovedo :
  - 1977 : Solo Two (Fantasy Records)
  - 1978 : Happy together (Fantasy Records)
  - 1997 : Solo Two / Happy Together (Fantasy Records) - Album Double - Compilation réunissant les 2 premiers albums.
- Avec George Duke :
  - 1978 : Don't Let Go
  - 1979 : Follow The Rainbow
  - 1979 : Master of the Game - Joue sur toutes les pièces, dont Games qu'elle a composée seule.
  - 1980 : Brazilian Love Affair - Joue sur Sugar Loaf Mountain, Love Reborn & I Need You Now.
- Avec Herbie Hancock :
  - 1979 : Feets, Don't Fail Me Now - Joue sur Ready or Not avec son oncle Coke Escovedo.
  - 1980 : Monster - Joue sur tout l'album. Avec Carlos Santana, Freddie Washington, Alphonse Mouzon, Greg Walker, etc.
  - 1980 : Mr Hands - Joue sur Calypso et Just Around the Corner - Avec Jaco Pastorius, Leon Chanclerc, Tony Williams, Alphonse Mouzon, Harvey Mason, etc.
  - 1981 : Magic Windows - Avec son frère Juan et son père Pete Escovedo, tous les trois jouent sur la pièce Magic Number. Aussi présents sur cet album, Adrian Belew, Alphonse Mouzon, Paulinho da Costa, etc.
- Avec Pete Escovedo :
  - 1983 : The Island
  - 1985 : Yesterday's Memories Tomorrow's Dreams
  - 1988 : Mister E
  - 1995 : Flying south
  - 1997 : E Street
  - 2000 : E Music
  - 2001 : Whatcha Gonna Do - Compilation.
  - 2003 : Live
  - 2013 : Live from Stern Grove
- Avec Prince :
  - 1985 : Around the world in a day
  - 1986 : Parade
  - 1987 : Sign "☮" the Times
  - 1988 : Lovesexy
  - 1990 : Graffiti Bridge
  - 1991 : Diamonds and pearls
  - 1994 : The black album
  - 2004 : Musicology
- Avec Sheila E., Pete Escovedo, Tito Puente :
  - 1989 : Latina Familia (Verve Records)
- Avec Phil Collins :
  - 1998 : ...hits - Percussions sur True Colours.
  - 2004 : Love Songs: A Compilation... Old and New - Idem.
  - 2016 : The Singles - Compilation sur laquelle on retrouve la chanson True Colours.
- Avec Beyoncé Knowles :
  - 2002 : Work it out - Single
- Avec Ringo Starr All-Star Band :
  - 2002 : King Biscuit Flower Hour Presents Ringo and His New All-Starr Band - Avec Roger Hodgson, Greg Lake, Howard Jones et Ian Hunter.
  - 2003 : Extended Versions - Même formation que l'album précédent.
  - 2004 : Tour 2003 - Avec Paul Carrack, Colin Hay et John Waite.
  - 2006 : Ringo Starr and Friends - Même formation que 2002 et 2003.
  - 2008 : Ringo Starr and His All Starr Band Live 2006 - Avec Edgar Winter, Rod Argent, Mark Hudson, Hamish Stuart et Billy Squier.
- Avec Cyndi Lauper :
- 2003 :  At Last - Joue les percussions et fait les arrangements sur la chanson Stay.

## Filmographie

### Séries télévisées
- 1984 : AVRO's Toppop  - 1 Épisode
- 1997 : Cosby - 1 épisode Shall we dance - Rôle non défini
- 2003 : 2003 World Series - 100e anniversaire des séries mondiales de baseball, Sheila offre un concert en ouverture des festivités.
- 2004 : Ringo Starr and the All Starr Band 2003 - Documentaire de Brent Carpenter avec Ringo et les deux premières formations avec lesquelles joua Sheila en 2002 et 2004.
- 2015 : She Rocks The Planet - Musicienne.

### Cinéma
- 1985 : Krush Groove - Film de Michael Schultz, Sheila joue son propre rôle.
- 1990 : Ford Fairlane: Rock'n Roll Detective - Film de Renny Harlin, Sheila interprète une chanteuse de club.
- 2003 : Chasing Papy - Film de Linda Mendoza, Sheila est une musicienne dans un groupe latino.

## Musiques de films
- 2013 : Man of steel - Original Motion Picture Soundtrack de Hans Zimmer - Joue les percussions et la batterie.
- 2016 : Batman v Superman Dawn Of Justice Original Motion Picture Soundtrack de Hans Zimmer - Idem.

## Publication
- 2014 : The beat of my own drum, autobiographie, Simon & Shuster, 336 p.  (ISBN 1476714967)